# 粤北柯
粤北柯（学名：Lithocarpus chifui）是壳斗科柯属的植物，为中国的特有植物。分布于中国大陆的贵州、广东等地，生长于海拔1,200米至1,400米的地区，见于山谷杂木林中，目前尚未由人工引种栽培。